# Långtjärnen (Offerdals socken, Jämtland, 708826-140444)
Långtjärnen är en sjö i Krokoms kommun i Jämtland och ingår i Indalsälvens huvudavrinningsområde. Sjön har en area på 0,225 kvadratkilometer och ligger 610,2 meter över havet. Långtjärnen ligger i Oldflån-Ansätten Natura 2000-område.

## Delavrinningsområde
Långtjärnen ingår i det delavrinningsområde (709025-140384) som SMHI kallar för Utloppet av Långtjärnen. Medelhöjden är 683 meter över havet och ytan är 8,19 kvadratkilometer. Det finns inga avrinningsområden uppströms utan avrinningsområdet är högsta punkten. Vattendraget som avvattnar avrinningsområdet har biflödesordning 5, vilket innebär att vattnet flödar genom totalt 5 vattendrag innan det når havet efter 315 kilometer. Avrinningsområdet består mestadels av skog (86 procent). Avrinningsområdet har 0,26 kvadratkilometer vattenytor vilket ger det en sjöprocent på 3,1 procent.